# Lijst van voetbalinterlands Kazachstan - Montenegro
Deze lijst van voetbalinterlands is een overzicht van alle officiële voetbalwedstrijden tussen de nationale teams van Kazachstan en Montenegro. De landen speelden tot op heden vier keer tegen elkaar, te beginnen met een vriendschappelijke wedstrijd in Podgorica op 27 mei 2008. Het laatste duel, een vriendschappelijke, vond plaats op 11 november 2020 in de Montenegrijnse hoofdstad.

## Wedstrijden
| № | Plaats    | Datum            | Competitie           | Wedstrijd               | Uitslag |
| - | --------- | ---------------- | -------------------- | ----------------------- | ------- |
| 1 | Podgorica | 27 mei 2008      | Vriendschappelijk    | Montenegro – Kazachstan | 3 – 0   |
| 2 | Podgorica | 8 oktober 2016   | WK 2018 kwalificatie | Montenegro – Kazachstan | 5 – 0   |
| 3 | Astana    | 1 september 2017 | WK 2018 kwalificatie | Kazachstan − Montenegro | 0 − 3   |
| 4 | Podgorica | 11 november 2020 | Vriendschappelijk    | Montenegro − Kazachstan | 0 − 0   |

## Samenvatting
| Competitie        | Totaal gespeeld | Winst Kazachstan | Gelijk | Winst Montenegro | Doelsaldo Kazachstan – Montenegro |
| ----------------- | --------------- | ---------------- | ------ | ---------------- | --------------------------------- |
| WK-kwalificatie   | 2               | 0                | 0      | 2                | 0 − 8                             |
| Vriendschappelijk | 2               | 0                | 1      | 1                | 0 − 3                             |
| Totaal            | 4               | 0                | 1      | 3                | 0 − 11                            |

## Details

### Eerste ontmoeting
| Vriendschappelijk (Podgorica, Montenegro, 27 mei 2008):                                                                    |       |            |
| Montenegro | 3 – 0 | Kazachstan |
| Radomir Đalović 15' Nikola Drinčić 21' Radomir Đalović 45'                                                                 | goals |            |
| - Debuut van Elsad Zverotić (FC Wil), Ivan Janjušević (FC Mogren Budva) en Nikola Vukčević (FK Budućnost) voor Montenegro. |       |            |

### Tweede ontmoeting
| WK 2018 kwalificatie (Podgorica, Montenegro, 8 oktober 2016):                                 |       |            |
| Montenegro                                                                                    | 5 – 0 | Kazachstan |
| Žarko Tomašević 24' Nikola Vukčević 59' Stevan Jovetić 64' Fatos Bećiraj 73' Stefan Savić 78' | goals |            |

### Vierde ontmoeting
| Vriendschappelijk (Podgorica, Montenegro, 11 november 2020):                                                                                 |       |            |
| Montenegro | 0 – 0 | Kazachstan |
| | goals |            |
| - Debuut van Miloš Milović (FK Voždovac Belgrado), Anđelko Jovanović (FK Podgorica) en Milutin Osmajić (FK Sutjeska Nikšić) voor Montenegro. |       |            |

KFF · A-internationals · Bondscoaches · Statistieken · Kazachs vrouwenelftal · Olympisch elftal · Kazachstan U21 · Kazachstan U20 · Kazachstan U19 · Kazachstan U18 · Kazachstan U17
1992 – 1999 · 2000 – 2009 · 2010 – 2019 · 2020 – 2029
1992 · 1993 · 1994 · 1995 · 1996 · 1997 · 1998 · 1999 · 2000 · 2001 · 2002 · 2003 · 2004 · 2005 · 2006 · 2007 · 2008 · 2009 · 2010 · 2011 · 2012 · 2013 · 2014 · 2015 · 2016 · 2017 · 2018 · 2019 · 2020 · 2021 · 2022 · 2023 ·
2024 · 2025
Albanië ·
Andorra ·
Armenië ·
Azerbeidzjan ·
Bahrein ·
België ·
Bosnië en Herzegovina ·
Bulgarije ·
Burkina Faso ·
China ·
Curaçao ·
Cyprus ·
Denemarken ·
Duitsland ·
Engeland ·
Estland ·
Faeröer ·
Finland ·
Frankrijk ·
Georgië ·
Griekenland ·
Hongarije · 
Ierland ·
IJsland ·
Irak ·
Iran ·
Japan ·
Jordanië ·
Kirgizië ·
Koeweit ·
Kroatië ·
Laos ·
Letland ·
Libanon ·
Libië ·
Liechtenstein ·
Litouwen ·
Litouwen ·
Luxemburg ·
Malta ·
Moldavië ·
Montenegro ·
Nederland ·
Nepal ·
Noord-Ierland ·
Noord-Korea ·
Noord-Macedonië ·
Noorwegen ·
Oekraïne ·
Oezbekistan ·
Oman ·
Oostenrijk ·
Pakistan ·
Palestina ·
Polen ·
Portugal ·
Qatar ·
Roemenië ·  
Rusland ·
San Marino ·
Saoedi-Arabië ·
Schotland ·
Servië ·
Singapore ·
Slovenië ·
Slowakije ·
Syrië ·
Tadzjikistan ·
Thailand ·
Tsjechië ·
Turkmenistan ·
Turkije ·
Verenigde Arabische Emiraten ·
Vietnam ·
Wales ·
Wit-Rusland ·
Zuid-Korea ·
Zweden
FSCG · A-internationals · Bondscoaches · Statistieken · Montenegrijns vrouwenelftal · Montenegro U21 · Montenegro U20 · Montenegro U19 · Montenegro U17 · Servië en Montenegro U19 · Servië en Montenegro U17
2003 – 2006** · 
2007 – 2009 · 
2010 – 2019 ·
2020 − 2029
EK 2008 · 
EK 2012 · 
EK 2016
WK 2006** · 
WK 2010 · 
WK 2014 · 
WK 2018
OS 2004** · 
OS 2008 · 
OS 2012 · 
OS 2016
2007 · 
2008 · 
2009 · 
2010 · 
2011 · 
2012 · 
2013 · 
2014 · 
2015 · 
2016 · 
2017 ·
2018 ·
2019 ·
2020 ·
2021 ·
2022 ·
2023
Albanië ·
Armenië ·
Azerbeidzjan ·
België · 
Bosnië en Herzegovina ·
Bulgarije ·
Colombia ·
Cyprus ·
Denemarken · 
Engeland ·
Estland ·
Faeröer ·
Finland ·
Georgië ·
Ghana ·
Gibraltar ·
Griekenland ·
Hongarije ·
Ierland ·
IJsland ·
Iran · 
Israël ·
Italië ·
Japan ·
Kazachstan ·
Kosovo ·
Letland ·
Libanon ·
Liechtenstein ·
Litouwen ·
Luxemburg ·
Moldavië ·
Nederland ·
Noord-Ierland ·
Noord-Macedonië ·
Noorwegen ·
Oekraïne ·
Oezbekistan ·
Oostenrijk ·
Polen ·
Roemenië ·
Rusland · 
San Marino ·
Servië ·
Slovenië ·
Slowakije ·
Tsjechië ·
Turkije ·
Wales ·
Wit-Rusland ·
Zweden ·
Zwitserland
Argentinië (2006) · 
Ivoorkust (2006) · 
Nederland (2006)
** - Onder de naam Servië en Montenegro